# Magyarszombatfa
Magyarszombatfa là một thị trấn thuộc hạt Vas, Hungary. Thị trấn này có diện tích 15,94 km², dân số năm 2010 là 278 người, mật độ 17 người/km².